# Futsal nos Jogos Asiáticos em Recinto Coberto de 2009
As competições de futsal nos Jogos Asiáticos em Recinto Coberto de 2009 ocorreram entre 28 de outubro e 7 de novembro. Foram disputados os torneios masculino e feminino.

## Calendário
| Outubro/Novembro | 28 | 29 | 30 | 31 | 1 | 2 | 3 | 4 | 5 | 6 | 7 | 8 | Finais |
| ---------------- | -- | -- | -- | -- | - | - | - | - | - | - | - | - | ------ |
| Futsal           |    |    |    |    |   |   |   |   |   | 1 | 1 |   | 2      |

## Medalhistas
| Evento    | Ouro      | Prata         | Bronze          |
| Masculino | IRI Irã   | THA Tailândia | UZB Uzbequistão |
| Feminino  | JPN Japão | JOR Jordânia  | THA Tailândia   |

## Resultados

### Masculino

#### Primeira fase
| Grupo A | Grupo A        | Grupo A | Grupo A | Grupo A |
| Pos.    | País           | Pts.    | J       | SG      |
| ------- | -------------- | ------- | ------- | ------- |
| 1       | Irão           | 6       | 2       | 29      |
| 2       | Turquemenistão | 3       | 2       | -2      |
| 3       | Macau          | 0       | 2       | -27     |

| Irão           | 8-3  | Turquemenistão |
| Turquemenistão | 3-0  | Macau          |
| Irão           | 24-0 | Macau          |

| Grupo C | Grupo C  | Grupo C | Grupo C | Grupo C |
| Pos.    | País     | Pts.    | J       | SG      |
| ------- | -------- | ------- | ------- | ------- |
| 1       | Jordânia | 9       | 3       | 8       |
| 2       | Malásia  | 6       | 3       | 7       |
| 3       | Bahrein  | 1       | 3       | -6      |
| 4       | Vietname | 1       | 3       | -9      |

| Vietname | 2-8 | Malásia  |
| Jordânia | 6-3 | Bahrein  |
| Bahrein  | 4-4 | Vietname |
| Malásia  | 1-3 | Jordânia |
| Bahrein  | 3-6 | Malásia  |
| Jordânia | 6-3 | Vietname |

| Grupo B | Grupo B     | Grupo B | Grupo B | Grupo B |
| Pos.    | País        | Pts.    | J       | SG      |
| ------- | ----------- | ------- | ------- | ------- |
| 1       | Tailândia   | 6       | 2       | 6       |
| 2       | Japão       | 3       | 2       | 1       |
| 3       | Tajiquistão | 0       | 2       | -7      |

| Tailândia | 4-2 | Japão       |
| Japão     | 5-2 | Tajiquistão |
| Tailândia | 6-2 | Tajiquistão |

| Grupo D | Grupo D       | Grupo D | Grupo D | Grupo D |
| Pos.    | País          | Pts.    | J       | SG      |
| ------- | ------------- | ------- | ------- | ------- |
| 1       | Uzbequistão   | 6       | 2       | 6       |
| 2       | Kuwait        | 3       | 2       | -2      |
| 3       | Coreia do Sul | 0       | 2       | -4      |

| Kuwait        | 4-3 | Coreia do Sul |
| Coreia do Sul | 1-4 | Uzbequistão   |
| Kuwait        | 1-4 | Uzbequistão   |

#### Segunda fase
|  | Quartas de final | Quartas de final |           |             | Semifinais     | Semifinais     |  |  | Final  | Final |
|  |                  |                  |           |             |                |                |  |  |        |       |
|  | 04/nov           |                  |           |             |                |                |  |  |        |       |
|  |                  |                  |           |             |                |                |  |  |        |       |
|  | Irão             | 16               |           |             |                |                |  |  |        |       |
|  | Irão             | 16               | 05/nov    |             |                |                |  |  |        |       |
|  | Malásia          | 1                |           |             |                |                |  |  |        |       |
|  | Malásia          | 1                | Irão      | 13          |                |                |  |  |        |       |
|  | 04/nov           |                  | Irão      | 13          |                |                |  |  |        |       |
|  |                  | Turquemenistão   | 0         |             |                |                |  |  |        |       |
|  | Jordânia         | Turquemenistão   | 0         | 2           |                |                |  |  |        |       |
|  | Jordânia         |                  | 07/nov    | 2           |                |                |  |  |        |       |
|  | Turquemenistão   | 3                |           |             |                |                |  |  |        |       |
|  | Turquemenistão   | 3                | Irão      | 3 (5)       |                |                |  |  |        |       |
|  | 04/nov           |                  | Irão      | 3 (5)       |                |                |  |  |        |       |
|  |                  | Tailândia        | 3 (4)     |             |                |                |  |  |        |       |
|  | Kuwait           | Tailândia        | 3 (4)     | 4           |                |                |  |  |        |       |
|  | Kuwait           | 05/nov           |           | 4           |                |                |  |  |        |       |
|  | Tailândia        | 7                |           |             |                |                |  |  |        |       |
|  | Tailândia        | 7                | Tailândia | 3           | Terceiro lugar | Terceiro lugar |  |  |        |       |
|  | 04/nov           |                  | Tailândia | 3           | Terceiro lugar | Terceiro lugar |  |  |        |       |
|  |                  | Uzbequistão      | 1         |             |                |                |  |  |        |       |
|  | Japão            | Uzbequistão      | 1         | 3           | Turquemenistão | 0              |  |  |        |       |
|  | Japão            |                  |           | 3           | Turquemenistão | 0              |  |  |        |       |
|  | Uzbequistão      | 5                |           | Uzbequistão | 2              |                |  |  |        |       |
|  | Uzbequistão      | 5                |           |             | 2              |                |  |  |        |       |
|  |                  |                  |           |             |                |                |  |  | 07/nov |       |
|  |                  |                  |           |             |                |                |  |  |        |       |

### Feminino
| Grupo A | Grupo A   | Grupo A | Grupo A | Grupo A |
| Pos.    | País      | Pts.    | J       | SG      |
| ------- | --------- | ------- | ------- | ------- |
| 1       | Tailândia | 9       | 3       | 15      |
| 2       | Jordânia  | 6       | 3       | 3       |
| 3       | Vietname  | 3       | 3       | -3      |
| 4       | Malásia   | 0       | 3       | -15     |

| Tailândia | 6-1 | Vietname  |
| Malásia   | 2-5 | Jordânia  |
| Jordânia  | 2-3 | Tailândia |
| Vietname  | 3-0 | Malásia   |
| Jordânia  | 3-2 | Vietname  |
| Malásia   | 0-9 | Tailândia |

| Grupo B | Grupo B     | Grupo B | Grupo B | Grupo B |
| Pos.    | País        | Pts.    | J       | SG      |
| ------- | ----------- | ------- | ------- | ------- |
| 1       | Irão        | 6       | 2       | 6       |
| 2       | Japão       | 3       | 2       | 1       |
| 3       | Uzbequistão | 0       | 2       | -7      |

| Japão       | 5-3 | Uzbequistão |
| Uzbequistão | 1-6 | Irão        |
| Irão        | 3-2 | Japão       |

#### Segunda fase
|  | Semifinais | Semifinais |   |           | Final          | Final |  |
|  |            |            |   |           |                |       |  |
|  | 04/nov     |            |   |           |                |       |  |
|  | Tailândia  | 2          |   |           |                |       |  |
|  | Japão      | 5          |   |           |                |       |  |
|  |            |            |   |           |                |       |  |
|  |            |            |   |           | 06/nov         |       |  |
|  |            |            |   |           | Japão          | 5     |  |
|  |            | Jordânia   | 0 |           |                |       |  |
|  |            |            |   |           |                |       |  |
|  |            |            |   |           |                |       |  |
|  |            |            |   |           | Terceiro lugar |       |  |
|  | 04/nov     | 04/nov     |   | 06/nov    | 06/nov         |       |  |
|  | Irão       | 1          |   | Tailândia | 5              |       |  |
|  | Jordânia   | 2          |   |           | Irão           | 4     |  |